# Bellizzi
Bellizzi é uma comuna italiana da região da Campania, província de Salerno, com cerca de 12.552 habitantes. Estende-se por uma área de 7 km², tendo uma densidade populacional de 1793 hab/km². Faz fronteira com Battipaglia, Montecorvino Pugliano, Montecorvino Rovella, Pontecagnano Faiano.

## Demografia
| Variação demográfica do município entre 1861 e 2011                               |
|                                                                                   |
| Fonte: Istituto Nazionale di Statistica (ISTAT) - Elaboração gráfica da Wikipedia |